# 一日圓硬幣

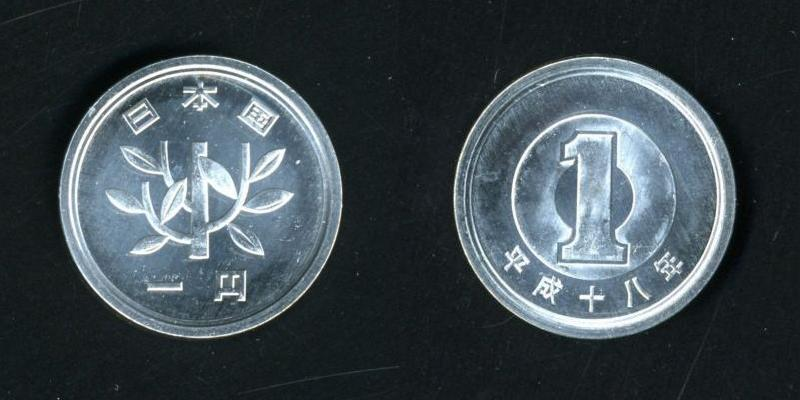
現行一元鋁幣

一日圓硬幣（日语：一円硬貨）是日圓硬幣之一。在日本流通的硬幣之中，一日圓硬幣是累積製造數最多的硬幣，大約有450億枚。

## 概要
一日圓硬幣正面為、字樣及樹苗（若木）圖案，反面是數字「1」以及製造年份（正面、反面只是民間為了方便稱呼而給予的定義，法律上並沒有正、反面的稱呼），材質為純鋁，截至2020年（令和3年）為止，一元鋁幣是日本現行六種硬幣中唯一不含銅的硬幣。隨著國際鋁價上漲，製造成本也不斷攀升，造幣局在2009年曾購買了一批原料鋁片，價格為3352萬日幣，預計可製造4200萬枚一元鋁幣，每一枚硬幣光原料費用就已經達到0.8元。
一元鋁幣的重量大約是1公克，因為太輕，所以一元及五元硬幣都無法在販賣機使用，通常販賣機可接受的最小面額硬幣為十元。不過銀行的ATM與商店的自動收銀機因為經過特殊設計，可接受這兩種小面額的硬幣。

## 歷史
1948年（昭和23年），一元銅幣發行，由於國際銅價持續上漲，為避免出現材料價值高於硬幣面額的問題，日本政府於1953年（昭和28年）頒布了《小額通貨整理法》（小額通貨の整理及び支払金の端数計算に関する法律），廢除了一元銅幣的貨幣功能，到1955年現行一元鋁幣發行前，市場上的一元貨幣只有A號一元券紙幣可以使用。
1954年，大藏省針對一元鋁幣與五十元鎳幣的幣面圖案展開公募，在開放投稿的四十天期間內，一元鋁幣共計收到了2581件投稿，最後由京都府居民中村雅美投稿的樹苗（若木）圖案與大阪府居民高島登二雄投稿的外帶環圈「1」圖樣中選，大藏省提供的七萬五千日圓獎金由兩人平分。
1960年代，隨著經濟的高速成長，自動販賣機也越加的普及，進一步帶動了各類硬幣的使用需求。為解放造幣局的產能，1963年到1964年間，時任大藏大臣田中角榮指示將部分一元鋁幣的製造工序作為受刑人勞務工作的一部份，交由東京都的府中監獄處理。1968年（昭和43年），由於生產過剩，全面停止製造，所以市面上不存在製造年份為昭和43年的一元鋁幣。
在1989年（平成元年）消費稅制度實行之前，非整數（例：98元）的標價並不多，所以一元硬幣的使用數量一直都在相對較少的狀態，隨著3%消費稅的實行，價格非整數的情況開始大量增加，導致小額硬幣的需求量大增，製造量也隨之增加。1997年消費稅調升至5%、電子支付的逐漸普及造成實體貨幣的使用需求下降，以及前幾年的生產過剩問題，在2011年到2013年間，除收藏用套幣組的需求，造幣局沒有製造流通用的一元鋁幣。2014年，為應對消費稅調整至8%造成的使用需求，造幣局開始恢復製造流通用的小額硬幣，在2014到2015年間一共製造了近兩億枚一元鋁幣，但是由於電子支付已經十分的普及，使用需求出乎意料的低迷，因此從2016年至今，除收藏用套幣組的需求仍有幾百枚之外，造幣局都未再製造流通用的一元鋁幣。

## 發行
- 1870年（明治3年）：舊版一元銀幣發行。
- 1871年（明治4年）：舊版一元金幣（金幣本位制）發行。
- 1874年（明治7年）：新版一元銀幣發行。
- 1948年（昭和23年）：一元銅幣發行。由於國際銅價持續上漲，在1953年被廢除了貨幣功能。截至2020年為止，一元銅幣是日本二戰後發行的硬幣中唯一一種失效的硬幣。
- 1955年（昭和30年）：現行一元鋁幣發行。
- 1968年（昭和43年）：生產過剩，停產一年，故唯獨沒有43年的一塊錢硬幣。
- 2011年（平成23年） - 2013年（平成25年）：由於電子支付手段的普及，實體貨幣的使用需求下降，除收藏用套幣組的需求，停產流通用的一元鋁幣。[1]
- 2014年（平成26年）：應對消費稅調升而產生的使用需求，恢復製造。[6]
- 2016年（平成28年） - ：除收藏用套幣組的需求，再次停產流通用的一元鋁幣。[7]

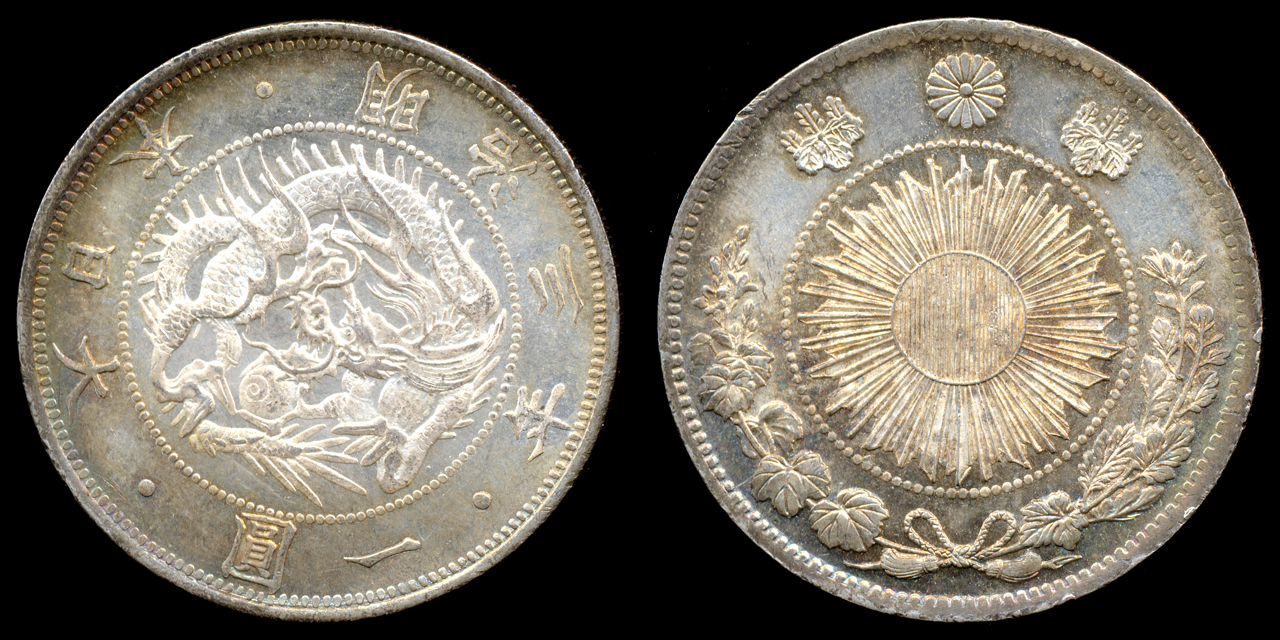
舊一元銀幣
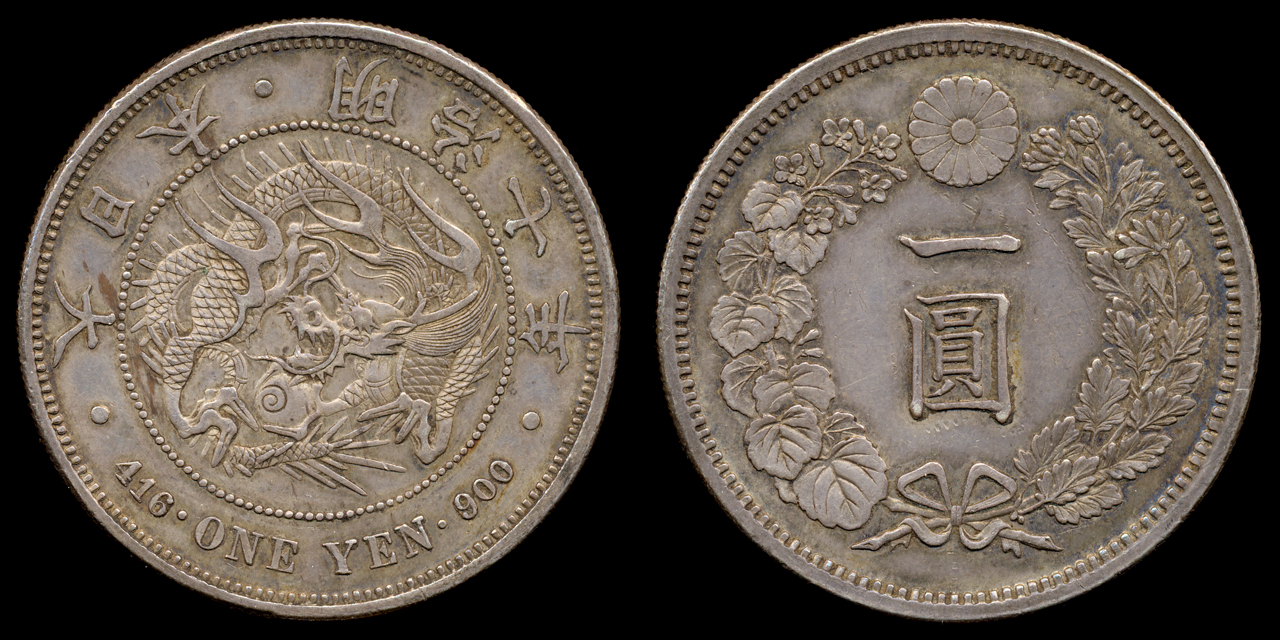
新一元銀幣
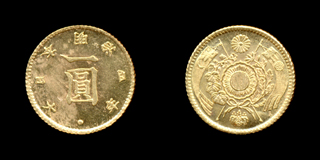
明治四年大型一圓金幣
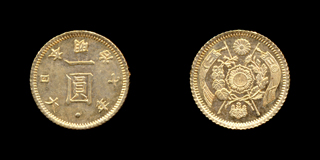
明治七年小型一圓金幣
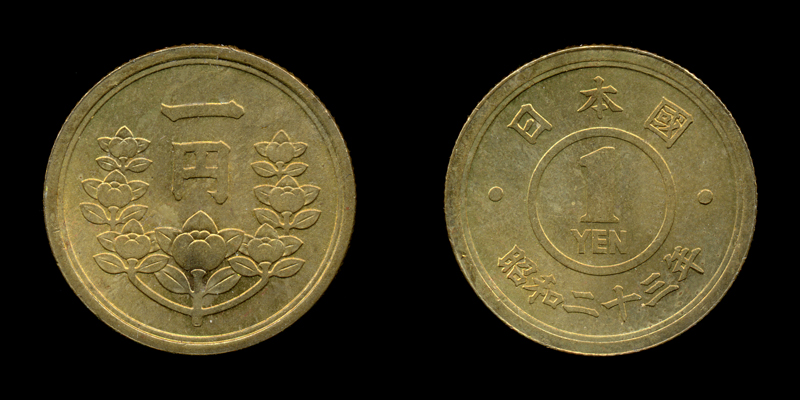
一元銅幣